# Oberarnbach
Oberarnbach ist eine Ortsgemeinde im Landkreis Kaiserslautern in Rheinland-Pfalz. Sie gehört der Verbandsgemeinde Landstuhl an.

## Geographie

### Lage
Oberarnbach unmittelbar westlich des Pfälzerwalds 15 km südwestlich von Kaiserslautern innerhalb der Sickinger Höhe. Zu Oberarnbach gehört zusätzlich der Wohnplatz Weiherberg.

### Erhebungen und Gewässer
Als Gemeinde liegt Oberarnbach am Anfang des Wallhalbtals an dessen Nebenstrang-Oberlauf Arnbach, weshalb es in diesem Bereich umgangssprachlich als „Arnbachtal“ bezeichnet wird. Umschlossen wird sie von bis zu rund 460 Meter hohen Erhebungen. Im Norden an der Grenze zu Landstuhl erhebt sich der Oberarnbacher Berg (450,4 m), am Gemarkungsdreieck mit Landstuhl und Bann der Kahlenberg (461,6 m), im Südosten der Kreuzberg (455,2 m) und im Westen an der Grenze zu Mittelbrunn der Schachenberg (442 m).

## Geschichte
Oberarnbach wurde im Jahre 1364 erstmals urkundlich erwähnt. Der Ort gehörte ehemals zur Herrschaft Landstuhl.
Von 1798 bis 1814, als die Pfalz Teil der Französischen Republik (bis 1804) und anschließend Teil des Napoleonischen Kaiserreichs war, war Oberarnbach in den Kanton Landstuhl im Departement Donnersberg eingegliedert und unterstand der Mairie Gerhardsbrunn.
Aufgrund der auf dem Wiener Kongress getroffenen Vereinbarungen kam das Gebiet im Juni 1815 zunächst zu Österreich und wurde 1816 auf der Grundlage eines Staatsvertrags an das Königreich Bayern abgetreten. Unter der bayerischen Verwaltung gehörte Ober-Arnbach – so die damalige Schreibweise – von 1817 an zum Landkommissariat Homburg im Rheinkreis, ab 1862 zum Bezirksamt Homburg. Da ein Teil des Bezirksamts – einschließlich Homburg selbst – 1920 dem neu geschaffenen Saargebiet zugeschlagen wurde, wechselte der Ort ins Bezirksamt Kaiserslautern und wurde bis 1938 von einer in Landstuhl ansässigen Bezirksamtsaußenstelle verwaltet.
Seit 1939 ist die Gemeinde Bestandteil des Landkreises Kaiserslautern. Nach dem Zweiten Weltkrieg wurde Oberarnbach innerhalb der französischen Besatzungszone Teil des damals neu gebildeten Landes Rheinland-Pfalz sowie des Regierungsbezirks Pfalz. Im Zuge der ersten rheinland-pfälzischen Verwaltungsreform wurde der Ort 1972 in die neu geschaffene Verbandsgemeinde Landstuhl eingegliedert.

## Bevölkerung

### Einwohnerentwicklung
Die Entwicklung der Einwohnerzahl von Oberarnbach, die Werte von 1871 bis 1987 beruhen auf Volkszählungen:
| Jahr | Einwohner |
| ---- | --------- |
| 1815 | 115       |
| 1835 | 187       |
| 1871 | 253       |
| 1905 | 271       |
| 1939 | 726       |

| Jahr | Einwohner |
| ---- | --------- |
| 1950 | 341       |
| 1961 | 360       |
| 1970 | 394       |
| 1987 | 410       |
| 1997 | 457       |

| Jahr | Einwohner |
| ---- | --------- |
| 2005 | 451       |
| 2011 | 422       |
| 2017 | 422       |
| 2023 | 435       |

### Religion
Im 15. Jahrhundert bildete der Ort eine Filiale der in Landstuhl ansässigen St.-Andreas-Pfarrei.

## Politik

### Gemeinderat
Der Gemeinderat in Oberarnbach besteht aus acht Ratsmitgliedern, die bei der Kommunalwahl am 9. Juni 2024 in einer personalisierten Verhältniswahl gewählt wurden, und dem ehrenamtlichen Ortsbürgermeister als Vorsitzendem.
Die Sitzverteilung im Gemeinderat:
| Wahl | SPD | CDU | FWG | Gesamt  |
| ---- | --- | --- | --- | ------- |
| 2024 | 1   | 4   | 3   | 8 Sitze |
| 2019 | 2   | 3   | 3   | 8 Sitze |
| 2014 | 1   | 3   | 4   | 8 Sitze |
| 2009 | 2   | 2   | 4   | 8 Sitze |
| 2004 | 3   | 2   | 3   | 8 Sitze |

- FWG = Freie Wählergruppe Oberarnbach e. V.

### Bürgermeister
Ortsbürgermeister von Oberarnbach ist Reiner Klein (CDU). Bei der Direktwahl am 26. Mai 2019 wurde er mit einem Stimmenanteil von 68,66 % gewählt und damit Nachfolger von Arno Eckel (FWG), der nach 20 Jahren im Amt nicht mehr erneut für diese Aufgabe kandidiert hatte. Bei der Direktwahl am 9. Juni 2024 wurde er als einziger Bewerber mit 87,2 % für weitere fünf Jahre in seinem Amt bestätigt.

### Wappen
| Wappen von Oberarnbach | Blasonierung: „Von Silber und Schwarz gespalten, rechts ein rotbewehrter schwarzer Adlerrumpf, links fünf silberne Bollen 2:1:2.“                   |
| Wappen von Oberarnbach | Wappenbegründung: Die Bollen erinnern an die ehemaligen Ortsherren, die Herren von Sickingen. Es wurde 1959 vom Mainzer Innenministerium genehmigt. |

## Kultur und Sehenswürdigkeiten

### Kulturdenkmäler
Einziges Kulturdenkmal vor Ort ist eine in der Hauptstraße befindliche Hofanlage aus dem 19. Jahrhundert.

### Vereine
Oberarnbach zeichnet sich durch eine nennenswerte Anzahl an kleineren Vereinen aus. Sportlich herauszuheben ist der FC Oberarnbach.

## Wirtschaft und Infrastruktur

### Wirtschaft
Oberhalb des Ortes neben der Autobahn wurden Windkrafträder aufgestellt.

### Verkehr
Oberarnbach ist durch die Bundesautobahn 62 an das Autobahnnetz angebunden; östlich der Gemeinde befindet sich die Anschlussstelle Bann. Mitten durch den Ort führt die Kreisstraße 63. Der Öffentliche Nahverkehr ist in den Verkehrsverbund Rhein-Neckar integriert. Nächstgelegene Bahnstation ist Landstuhl.

### Tourismus
Durch den äußersten osten der Gemarkung führt der Sickinger Mühlenradweg, der eine Verbindung mit Thaleischweiler-Fröschen und Ramstein-Miesenbach herstellt.

### Militär
Oberarnbach ist Standort der Bundeswehr (Lage). Dort befindet sich der Abgesetzte Bereich Zentrum Elektronischer Kampf Fliegende Waffensysteme Deutscher Anteil POLYGONE Coordination Center, der mobile Bedrohungssimulator 2 SA-8 Oberarnbach und der Radar Fluginfodienst Oberarnbach. Im Nordosten der Gemarkung ilegt außerdem der Bann-Main Tech Control Facility Tower.

## Persönlichkeiten
- Adolf Trieb (1874–1950), Lehrer, unterrichtete von 1899 bis 1901 vor Ort